# Zemplénkelecsény
Zemplénkelecsény (szlovákul: Zemplinský Klečenov) Zemplénújfalu településrésze, 1964 előtt önálló község Szlovákiában, a Kassai kerület Tőketerebesi járásában.

## Fekvése
Tőketerebestől 11 km-re délnyugatra, a Helmec-patak partján fekszik. Zemplénújfalu déli részét alkotja.

## Története
A települést 1263-ban említik először „Kulchun”, „Kulchen” alakban. 1332-ben „Keleten”, 1364-ben „Kelechen” néven szerepel a korabeli forrásokban. Nemesi birtok volt, majd 1601-ben a terebesi uradalom része. 1715-ben 3 lakatlan és 2 lakott háztartása volt. 1787-ben 38 házában 261 lakos élt.
A 18. század végén Vályi András így ír róla: „KELECSÉNY. Tót falu Zemplén Várm. földes Ura Bernáth, és több Uraságok, lakosai külömbfélék, fekszik Uporhoz, Kazsuhoz, Lasztóczhoz is közel, térséges határja 3 nyomásbéli, gabonát, és árpát terem, földgye ritka, és fekete, erdője kevés, szőleje nints; piatzok Újhelyben, és Kassán.”
1828-ban 50 háza és 381 lakosa volt. Lakói mezőgazdasággal, szőlőtermesztéssel foglalkoztak.
Fényes Elek 1851-ben kiadott geográfiai szótárában így ír a faluról: „Kelecsény, orosz-magyar falu, Zemplén vmegyében, M. Izséphez közel: 60 római, 245 g. kath., 7 evang., 56 ref., 25 zsidó lak., 483 h. szántófölddel. F. u. többen. Ut. p. Velejte.”
Borovszky Samu monográfiasorozatának Zemplén vármegyét tárgyaló része szerint: „Zemplénkelecseny, azelőtt Kelecseny, tót kisközség, 39 házzal és 267, nagyobbára gör. kath. vallású lakossal, kiknek azonban itt templomuk nincsen. Postája, távírója és vasúti állomása Upor. Első birtokosául 1389-ben Vecsikovichi Györgyöt ismerjük, kit a leleszi konvent ez időben iktatott be birtokába. 1406-ban Varjú Mátyást, 1467-ben pedig a Csebieket iktatják részeibe, de a XV. században még a Horváth, a Kasuhi Nagy, a Szákai és a Tompa családoknak is voltak itt részeik. 1550-ben Panithy Jánost és Mucsay Pált, 1562-ben Kasuhy Juliánnát, Bogáthy Borbálát és Rákóczy Erzsébetet s Zsófiát, s 1576-ban Kumnissey Lukácsot iktatják némely részeibe. Az 1598-iki összeírás már egészen más birtokosokat említ, Varsay Gáspár, Nyomárkay Zsigmond és Soós Ferencz személyében. Ez évben Malikóczy Gábor, 1610-ben Vékey Mihály, 1650-ben Fodor János is kap itt részbirtokot. Később azután a Kelecsényiek, a Bernáth, Pilissy, Bessenyey, Unghváry, Ormos, Pekár, Szomoróky, Pallay és Pajzsos családok voltak földesurai. Most Molnár Viktornak van itt nagyobb birtoka és csinos úrilaka, mely azelőtt a Fáy családé volt s 1852-ben vétel utján került a Molnár család birtokába. 1663-ban a pestis, s 1831-ben a kolera tizedelte meg lakosait. Az 1831-iki pórlázadásban részt vett kolomposokat itt eskettette föl a királyi biztos, báró Eötvös Ignácz.”
1920-ig Zemplén vármegye Gálszécsi járásához tartozott.
1964-ben egyesítették Isztáncs és Upor községekkel Zemplénújfalu néven.

## Népessége
1910-ben 267-en, többségében szlovák anyanyelvűek lakták, jelentős magyar kisebbséggel.

## Lásd még
- Zemplénújfalu
- Upor